# باشگاه فوتبال ابسفلیت یونایتد
باشگاه فوتبال ابسفلیت یونایتد (به انگلیسی: Ebbsfleet United Football Club) یک باشگاه حرفه‌ای فوتبال در نورث‌فلیتِ، کنت است که در لیگ ملی جنوب فوتبال انگلستان رقابت می‌کند. از زمان آغاز به کار این باشگاه در سال ۱۹۴۶ تاکنون زمین اصلی و مجموعه اداری آن در خیابان استون‌بریج بوده‌است. قبل از سال ۲۰۰۷، این باشگاه گراوسند و نورث‌فلیت نام داشت.

## تاریخچه

### گراوسند و نورث‌فلیت
باشگاه فوتبال گراوسند و نورث‌فلیت پس از جنگ جهانی دوم در سال ۱۹۴۶، از ادغام دو تیم گراوسند یونایتد (تأسیس در سال ۱۸۹۳) و نورث‌فلیت یونایتد (تأسیس در سال ۱۸۹۰) تشکیل شد. باشگاه جدید استادیوم استونبریج را که در گذشته به نورث‌فلیت یونایتد تعلق داشت و رنگِ قرمز و سفید را به عنوان امکانات خانگی انتخاب کرد.

بین سالهای ۱۹۶۹ تا ۱۹۷۱ روی هاجسون مربی تیم‌های ملی سوئیس، امارات متحده عربی، فندلاند و انگلستان در ۵۹ بازیِ این تیم به‌عنوان بازیکن حضور داشته‌است.

در سال ۱۹۷۹، این تیم یکی از بنیانگذاران لیگ ملی فوتبال انگلستان بود. اما پس از سه فصل با سرخوردگی به لیگ ملی جنوب در فوتبال انگلستان بازگشتند.
در فصل ۹۸–۱۹۹۷ فوتبال انگلیس؛ تیم گراوسند و نورث‌فلیت لیگ جنوبی را ترک کرد و به لیگ فوتبال ایستمان پیوست. آن‌ها تا فصل ۰۲–۲۰۰۱ در این لیگ بازی کردند و با قهرمانی در پایان این فصل بار دیگر به لیگ ملی فوتبال انگلستان صعود کردند.

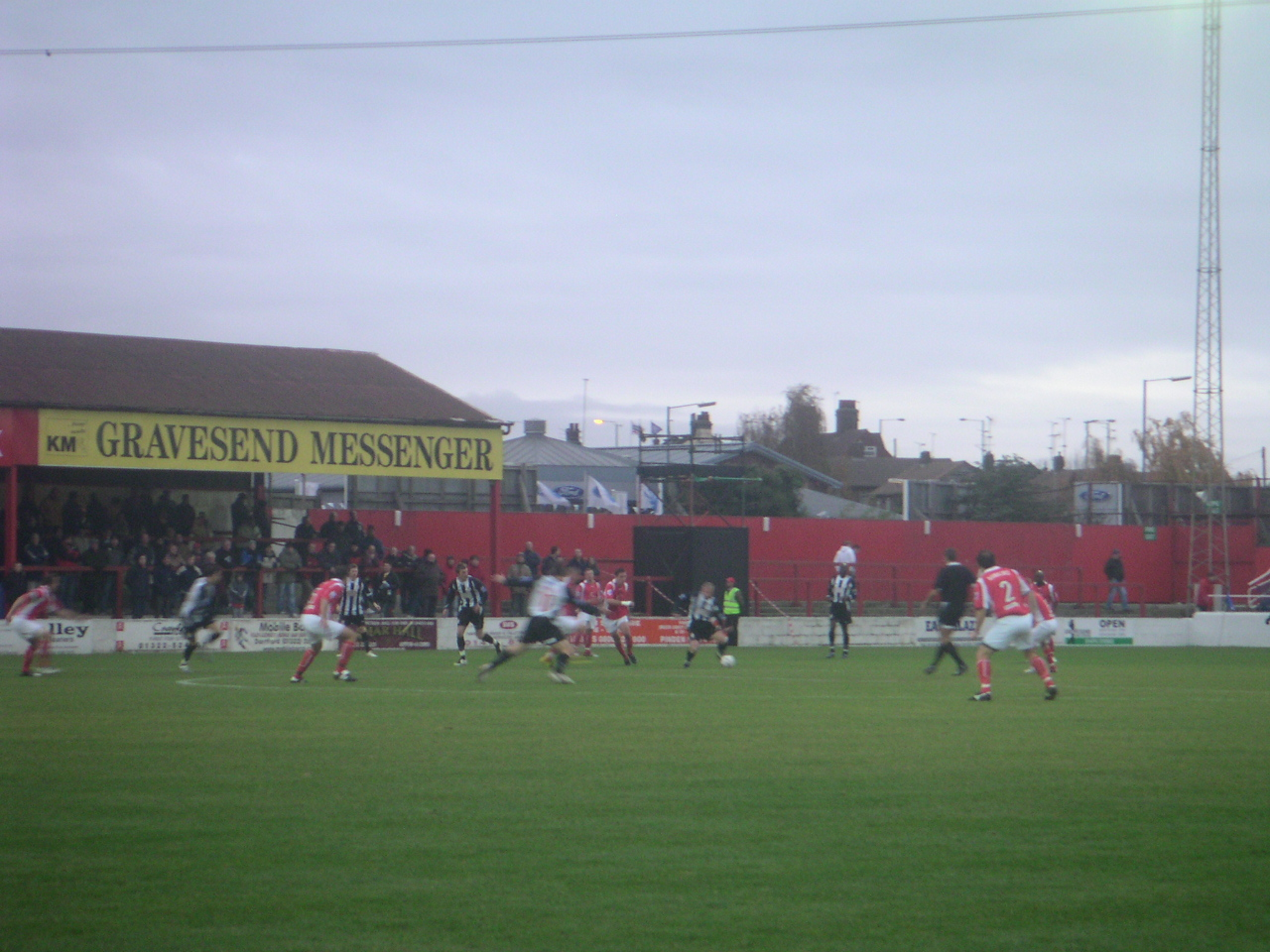
ابسفیلت یونایتد مقابل استافورد رنجرز، نوامبر ۲۰۰۷